# Чепърлянски манастир
Чепърлянският манастир „Света Петка“ е манастир край село Чепърлянци, община Драгоман.
Разположен е до река Нишава, на около 3 километра източно от с. Чепърлянци.

## Легенда
Историята на манастира е свързана с дядо Андрея Манов, роден на 6 февруари 1880 година.
На 38-годишна възраст, на сън му се явява света Петка и му казва: „На тебе сме сложили ръка и трябва да отидеш в местността Църквището и върху основите на стар манастир да съградиш нов.“ Той обаче не възприема сериозно съня и затова света Петка му се явява със същата заръка. На трето явяване светицата му казва: „Ако не изпълниш тази заръка, ще загубиш трима от семейството си“. Той пак не послушал заръката. В един понеделник съпругата му се разболява и в сряда умира. В петък умира 14-годишното му дете. Уплашен, за да спаси другото си новородено бебе дядо Андрей го харизва на бай Станко от с. Чепърлянци и този акт е запазен и е с дата от 1918 г. По този начин спасява детето, но за да се изпълни пророчеството, умира конят му. След като се случва всичко това, дядо Андрей отива на посоченото място и започва да прави всичко според съновиденията – намира основите на стария храм и започва да гради сегашния. Там намира и двете византийски погребални плочи. След това изгражда камбанарията и т. нар. офицерска стая и в този завършен вид манастира е осветен през 1942 г. Първото чудо, което става в манастира, е в наши дни. Нивата пред църквата е била на дядо Мито. През 1933 г. дядо Андрей сънува, че трябва да се поклони на Светите места. Връщайки се от Гроба Господен получава свише видения и придобива пророчески умения. Отива при дядо Мито и му казва, че трябва да даде нивата в полза на манастира, но собственикът отказва да я даде. Дядо Андрей е бил убеден, че ще се случи нещо лошо на човека, защото е изпитал Божия гняв върху собствения си гръб. Наказанието действително не закъснява – човекът след два месеца започва да губи зрение, след което ослепява. След като дядо Мито ослепял, повикал дядо Андрей да отиде при него и подарил нивата на църквата. След около половин година дядо Андрей сънува, че ослепелият старец трябва да престои в манастира две седмици. Идвайки в манастира, зрението му се възвръща до такава степен, че да се движи без придружител. Известно е, че света Петка помага на хора с увредено зрение и повреден опорно-двигателен апарат.
Андрея Манов по-късно е настоятел на манастира, включително и в периода 1941 – 1944 година.